# 한국골프과학기술대학교
한국골프과학기술대학교(韓國골프科學技術大學校, Korea Golf University of Science & Technology)는 강원특별자치도 횡성군에 위치한 사립 전문대학이다.

## 연혁
2011년 3월 1일, 한국골프대학교로 개교하여 2024년 9월 1일 한국골프과학기술대학교로 교명을 변경하였다.

## 교육편제
한국골프과학기술대학교는 골프경기지도과학과, 골프AI산업과, 골프코스매니지먼트과, 골프재활헬스케어과 등 4개의 전문학사 학위 과정과 학사학위 전공 심화 과정인 골프학과를 설치, 운영하고 있다.